# Tempo siderale

Schema che mostra il tempo siderale e il tempo solare. La prima da sinistra è la posizione iniziale, la seconda è la posizione dopo un giorno siderale con la stella lontana (stella arancione) ritornata nella posizione iniziale, la terza è la situazione dopo un giorno solare con il Sole (pallino giallo) ritornato nella posizione iniziale

In astronomia, il tempo siderale è il tempo che impiega la Terra a compiere un giro completo rispetto alle stelle. Significa letteralmente "tempo delle stelle".

## Descrizione
Il tempo a cui siamo abituati nella vita di tutti i giorni è il tempo solare. L'unità fondamentale del tempo solare è il giorno, ovvero il tempo impiegato dal Sole a percorrere 360 gradi nel cielo, come effetto della rotazione terrestre.

Unità più piccole di tempo solare non sono altro che suddivisioni di un giorno:
- 1/24 di un giorno = un'ora
- 1/60 di ora = un minuto
- 1/60 di minuto = un secondo

La Terra però non compie un giro di 360 gradi su se stessa in un giorno solare. Essa è in orbita attorno al Sole, perciò dopo aver compiuto un giro completo su se stessa si sarà anche spostata in "avanti" nel suo moto di rivoluzione. Questo causa un apparente costante "ritardo" del sole e il giro della terra per riaverlo alla stessa posizione dev'essere più lungo di un grado, ovvero di quattro minuti in tempo solare.

Per questo motivo, in astronomia, si usa il giorno siderale, che elimina la complicazione dell'orbita terrestre attorno al Sole, e si basa solo su quanto tempo la Terra impiega a ruotare di 360 gradi rispetto alle stelle. In media è quattro minuti più corto di un giorno solare, a causa del grado in più. Invece di definire un giorno siderale della durata di 23 ore e 56 minuti, definiamo ore, minuti e secondi siderali come frazioni del giorno uguali a quelle dei corrispettivi solari. Così un secondo solare dura 1,00278 secondi siderali.
Il tempo siderale è utile per determinare dove si trovano le stelle in un certo istante. Il tempo siderale divide una rotazione completa della Terra in 24 ore siderali; allo stesso modo, la mappa del cielo è divisa in 24 ore di ascensione retta (AR). Non è una coincidenza: il tempo siderale locale (TSL) indica l'ascensione retta che sta passando in quel momento sul meridiano locale. Così, se una stella ha un'ascensione retta di 5 ore, 32 minuti e 24 secondi, sarà in meridiano alle 05:32:24 TSL. 

Più in generale, la differenza tra l'AR di un oggetto e il tempo siderale locale dice quanto lontano l'oggetto è dal meridiano. Per esempio, lo stesso oggetto alle 06:32:24 TSL (un'ora siderale più tardi) sarà un'ora di ascensione retta ad ovest del meridiano, corrispondente a 15 gradi. Questa distanza angolare dal meridiano è chiamata l'angolo orario dell'oggetto.